# 溶解跃面
溶跃面（lysocline）是海洋中碳酸盐溶解速率随深度突然增大的水平深度的界面，其深度一般在碳酸鹽補償深度之上。溶跃面也是海底沉积物中古生物钙质壳保存完好与遭受溶蚀的分界面.